# Карл (Прованс)
Вижте пояснителната страница за други личности с името Карл.
Карл (на немски: Karl; * 845; † 24 януари 863, манастир St-Pierre-les-Nonnains, днес Лион) е от 855 г. крал на франкското частично кралство Прованс (на латински: Regnum Provinciae). Произлиза от Каролингите.

## Биография
Карл е най-малкият син на императора на Свещената Римска империя Лотар I (* 795; † 29 септември † 855 г.) и Ирмингард фон Тур († 20 март 851 г.), дъщеря на граф Хуго фон Тур от род Етихониди, херцогска фамилия от Елзас. Баща му е най-големият син на император Лудвиг Благочестиви.
Баща му Лотар разделя Средно-Франкското кралство на 19 септември 855 г. в Разделянето от Прюм между своите трима сина. Карл получава заедно с Прованс и най-голямата част от Бургундия (с изключение на регион Бургундия).
Карл страдал от епилепсия и затова бил почнти неспсобен да управлява и бил зависим от големите в своята владетелска територия. Той умира бездетен. След неговата смърт неговото кралство е разделенено между двамата му братя Лотар II и Лудвиг II.